# Ümit Davala
Ümit Davala (Mannheim, 30 juli 1973) is een voormalig profvoetballer uit Turkije en tegenwoordig actief als trainer. Op 10 oktober 2008 werd hij ontslagen als assistent-coach van Galatasaray. In juni 2011 werd hij opnieuw assistent-coach van Galatasaray. Ümit is de zoon van gastarbeiders die begin jaren 70 naar Duitsland vertrokken. Na zijn actieve voetbalcarrière was Ümit bezig als zanger, politicus en nu als trainer. Ook deed hij mee aan futsalkampioenschappen namens het nationale team van Turkije.

## Voetbalcarrière
Ümit tekende in 1994, op zijn 21ste zijn eerste profcontract bij Istanbulspor nadat hij speelde op amateurbasis bij VfR Mannheim, ASV Freudenheim, Türkspor Mannheim, Afyonspor en Gençlerbirliği.
In 1996 werd Davala getransfeerd door Galatasaray en dat was een belangrijke keerpunt in zijn carrière. Met deze club maakte hij de eeuwige successen mee. Hij werd gebruikt als een joker, Ümit speelde de ene week op rechtsback de volgende wedstrijd stond hij linksbuiten. Na het vertrek van de Roemeen Iulian Filipescu kreeg hij de vaste plek als rechtsback. In 2001 werd hij door Fatih Terim meegenomen naar AC Milan voor een bedrag van € 5 miljoen. Echter werd Terim al ontslagen na een paar maanden en de huidige coach Carlo Ancelotti zei geen gebruik te willen maken van Ümit. Na een korte periode als speler van Internazionale, werd Ümit verhuurd aan zijn oude club Galatasaray wat weer onder leiding stond van Fatih Terim. Deze periode was niet al te succesvol voor hem. Het jaar daarop speelde hij voor Werder Bremen, met dit team werd hij landskampioen en een jaar later beëindigde Davala zijn actieve voetbalcarrière door aanhoudende blessures.
Ümit heeft ook 41 (4 doelpunten)caps op zijn naam staan. Vooral op het WK 2002 speelde hij een hoofdrol door twee keer te scoren, tegen Japan en China en door de assist te geven aan İlhan Mansız die Turkije voorbij Senegal schoot in de kwartfinale. In dat toernooi kreeg hij veel aandacht door zijn mohawk(hanenkam) kapsel.

## Muziekcarrière
In 2004 bracht Ümit een eigen rap-cd, genaamd 'UD 2004' met daarop teksten die hij allemaal zelf heeft geschreven. Hiervoor maakte hij ook een video clip dat werd opgenomen in het stadion van Werder Bremen. Bij dit werk kreeg hij hulp van enkele beroemde Turkse muzikanten. In zijn tweede clip voor het liedje Hadi gülüm speelde ook oud-teamgenoot en vriend Berkant Göktan mee.

## Huidige activiteiten
In 2006 wilde Ümit de politiek ingaan als gouverneur van de provincie İzmir maar kon hiervoor niet de steun krijgen waarop hij had gehoopt. Later besloot hij toch maar weer terug te keren in de voetbalwereld als assistent trainer van de U-21 team van Turkije.
Begin van het 2008-2009 seizoen is hij als assistent coach van Michael Skibbe aangenomen bij zijn oude club Galatasaray. Op 10 oktober 2008 is zijn contract samen met die van zijn collega Edwin Boekamp ontbonden door de clubleiding.

## Loopbaan als trainer
| Periode     | Club             | Competitie | Functie           |
| ----------- | ---------------- | ---------- | ----------------- |
| 2007 - 2008 | Turkije onder 21 |            | Bondscoach        |
| 2008 - 2009 | Galatasaray      | Süper Lig  | Assistent-trainer |
| 2011 - 2013 | Galatasaray      | Süper Lig  | Assistent-trainer |

1 Reçber ·
2 Havutçu ·
3 Temizkanoğlu  ·
4 Akyel ·
5 Özalan ·
6 Erdem ·
7 Buruk ·
8 Kerimoğlu ·
9 Şükür ·
10 Yalçın ·
11 Korkut ·
12 Çatkıç ·
13 Özköylü ·
14 Kaya ·
15 Izzet ·
16 Penbe ·
17 Derelioğlu ·
18 Akman ·
19 Ercan ·
20 Ünsal ·
21 Tuncay ·
22 Davala ·
Coach: Denizli
1 Reçber ·
2 Emre Aşık ·
3 Korkmaz ·
4 Akyel ·
5 Özalan ·
6 Erdem ·
7 Buruk ·
8 Kerimoğlu ·
9 Şükür  ·
10 Baştürk ·
11 Şaş ·
12 Çatkıç ·
13 Izzet ·
14 Havutçu ·
15 Nihat ·
16 Ümit Özat ·
17 Mansız ·
18 Penbe ·
19 Ercan ·
20 Ünsal ·
21 Emre Belözoğlu ·
22 Ümit Davala ·
23 Özgültekin ·
Coach: Güneş